# Красная борода
«Кра́сная борода́» (яп. 赤ひげ Акахигэ) — кинофильм режиссёра Акиры Куросавы, снятый в 1965 году. Хоть фильм является экранизацией романа Сюгоро Ямамото «Клиника Красной Бороды», Куросава основывался также на романе «Униженные и оскорблённые». Первый фильм Куросавы с четырёхканальным стереофоническим звуком, его последний чёрно-белый фильм, а также последний фильм Куросавы с участием Тосиро Мифунэ.

## История создания
С середины 1950-х годов японская киноиндустрия переживала спад из-за стремительного внедрения телевидения. К середине 1960-х годов около 95 процентов японцев имели дома телевизоры, что значительно снижало потребность в кинотеатрах и делало фильмы не окупаемыми. Куросава описывал ситуацию в японском кинопрокате следующий образом:

Я чувствую, что недостатком сегодняшней японской киноиндустрии является то, что в плане создания фильма маркетинговая сторона преобладает над властью принятия решений. Невозможно предугадать, как люди коммерческого типа (при их уровне знаний) могут понять, какой фильм будет хороший, а какой нет, и будет  ошибкой предоставление гегемонии над всем этим. Кинокомпании должны быть более оборонительными. В противостоянии с телевидением, единственным выходом из этой ситуации является создание настоящих кинофильмов. И до тех пор, пока ситуация не изменится, кинокомпаниям будет довольно трудно удержаться.
Оригинальный текст (англ.)"I feel that what's wrong with the Japanese film industry today is that the marketing side has taken over the decision-making power on what film is going to be made. There's no way that marketing-type people - at the level their brains are at - can understand what's going to be a good film and what isn't, and it's really a mistake to give them hegemony over all this. The film companies have become defensive. The only way to compete with television is to make real films. Until this situation is corrected, it's really going to be difficult for filmmakers in Japan."

Помимо этого, последние фильмы Куросавы не были хорошо приняты японской аудиторией, что заставило его искать новый источник для вдохновения. После завершения работы над фильмом «Рай и ад» Куросава случайно наткнулся на роман Сюгоро Ямамото «Клиника Красной Бороды», который увлёк его, и вскоре он начал работать над сценарием. Съёмки фильма продолжались два года, и сам Куросава отмечал, что «Красная борода» — самый сложный его проект. Но при этом режиссёр достиг своей первоначальной цели — создать нечто «настолько великолепное, что каждый человек обязан увидеть».

## Сюжет
Япония, начало XIX века. Молодой врач Ясумото Нобору (Юдзо Каяма), завершив обучение в Нагасаки, где он изучал «голландскую медицину», приезжает по направлению в больницу знаменитого доктора Нииде по прозвищу Красная Борода (Тосиро Мифунэ) в районе Коитикава в Эдо. Бедность и нищета пациентов, суровость доктора, мечта работать при дворе правителя, а не в захолустной лечебнице, приводят к резкому неприятию Ясумото местных порядков и к нежеланию работать здесь вообще. Лишь понемногу он начинает замечать честность и благородство простых людей, всю жизнь страдавших и умирающих в одиночестве, обращает внимание на разумность больничного режима и, наконец, замечает доброту, скрывающуюся за суровым взглядом Красной Бороды. С этого времени Ясумото не может оставаться в стороне.

## В ролях
- Тосиро Мифунэ — доктор Кёдзё Ниидэ («Красная Борода»)
- Юдзо Каяма — доктор Нобору Ясумото
- Цутому Ямадзаки — Сахати
- Рэйко Дан — Осуги
- Миюки Кувано — Онака
- Кёко Кагава — сумасшедшая
- Тацуёси Эхара — Гэндзо Цугава
- Тэруми Ники — Отоё
- Акэми Нэгиси — Окуни
- Ёситака Дзуси — Тёдзи
- Ёсио Цутия — доктор Хандаю Мори
- Эйдзиро Тоно — Гохэйдзи
- Такаси Симура — Токубэй Идзумия
- Тисю Рю — господин Ясумото
- Харуко Сугимура — Кин
- Кинуё Танака — госпожа Ясумото

## Награды и номинации

### Награды
- 1965 — Венецианский кинофестиваль
  - Лучший актер (Volpi Cup) — Тосиро Мифунэ
  - Премия католической киноорганизации (OCIC Award) — Акира Куросава

### Номинации
- 1966 — Премия «Золотой глобус»
  - Лучший фильм на иностранном языке
- 1965 — Венецианский кинофестиваль
  - «Золотой лев» — Акира Куросава